# Lac Minto
Der Lac Minto (englisch Lake Minto; Inuktitut: Qasigialik („wo es Largha-Robben gibt“); deutsch auch Minto-See) ist ein See im Westen der Ungava-Halbinsel, in der Region Nunavik in der kanadischen Provinz Québec. 
Er hat eine Gesamtfläche (einschließlich Inseln) von 761 km² und eine Wasserfläche von 703 km².

## Etymologie
Lac Minto wurde vom kanadischen Entdecker und Geologen Albert Peter Low im Jahre 1898 nach Gilbert Elliot-Murray-Kynynmound, 4. Earl of Minto benannt, der zu dieser Zeit Generalgouverneur von Kanada war.
Der See befindet sich 60 km östlich der Hudson Bay in einem von mehreren Hügelketten eingerahmten Tal. Sein Abfluss, der Rivière aux Feuilles, fließt etwa 265 km nach Nordosten zur Ungava Bay. Er eignet sich deshalb für Kanuten, die die Ungava-Halbinsel in östlicher Richtung durchqueren wollen.
Er gilt als einer der schönsten Seen im nördlichen Québec.